# Alliance française de Wałbrzych
L'Alliance française de Wałbrzych a été créée en 1990 par la direction régionale de l'Éducation de Wałbrzych (Kuratorium Oświaty) sous le nom polonais de Polski Ośrodek Komitetu Współpracy z Alliance Française w Wałbrzychu, puis à partir de l'intégration de l'ancienne voïvodie de Wałbrzych dans la grande voïvodie de Basse-Silésie en 1998 placée sous la tutelle du maréchalat de la diétine de Wrocław. Elle fonctionnait en liaison avec le Comité polonais de coopération avec l'Alliance française (Polski Komitet Współpracy z Alliance Française) existant auprès de l'Université de Varsovie et bénéficie de l'aide de l'Alliance française de Wrocław, de l'Ambassade de France en Pologne et du Consulat général de France à Cracovie.
De 2008 à 2013, l'Alliance française de Wałbrzych, qui avait pris le nom de Ośrodek Współpracy Międzynarodowej - Alliance Française w Wałbrzychu, était adossée au Centre de formation continue des enseignants des Basse-Silésie (Dolnośląski Ośrodek Doskonalenia Nauczycieli). En 2013, l'Alliance française disparaît définitivement en tant que telle à Wałbrzych.

## Activités
L'Alliance française de Wałbrzych proposait des cours de langue française pour adultes et enfants (dès l'âge de 5 ans) à tous les niveaux, de l'initiation aux niveaux avancés.
Elle avait ajouté à son offre des cours d'espagnol.
Elle permettait de préparer et de passer les examens officiels français de français langue étrangère : DELF, DALF.
Elle offrait une médiathèque proposant des périodiques et d'ouvrages écrits et numériques (CD, DVD), notamment pour l'apprentissage du français.
L'Alliance française de Wałbrzych collaborait régulièrement avec les associations constituées par des familles franco-polonaises rapatriées au lendemain de la seconde guerre mondiale, notamment l’Association des Français et rapatriés de France en Basse-Silésie (Stowarzyszenie Francuzów i Repatriantów z Francji na Dolnym Śląsku) et l'Association culturelle "Chœur des francophones" (Chór Frankofonów), ainsi qu'avec d'autres structures françaises ou franco-polonaises, comme le Rotary Club de Forbach. Elle coopérait également avec la Maison de Bretagne de Wałbrzych 
L'Alliance française assurait également de 2002 à 2010 le fonctionnement de cours spécifiques pour les enfants des familles de rapatriés dans le cadre du programme FLAM.

## Coordonnées
- ul. Kombatantów 20, 58-302 Wałbrzych - Pologne

## Administration

### Les directeurs de l'Alliance française de Wałbrzych
- Barbara Saciuk (1990-2010)